# Pentopetia viridis
Pentopetia viridis är en oleanderväxtart som beskrevs av Klack. och Meve. Pentopetia viridis ingår i släktet Pentopetia och familjen oleanderväxter. Inga underarter finns listade i Catalogue of Life.